# Scitala howdeni
Scitala howdeni är en skalbaggsart som beskrevs av Britton 1987. Scitala howdeni ingår i släktet Scitala och familjen Melolonthidae. Inga underarter finns listade i Catalogue of Life.